# Black Lines
Black Lines es el quinto álbum de estudio de la banda estadounidense de pop punk Mayday Parade, siendo lanzado el 9 de octubre de 2015 a través de Fearless Records. La grabación se realizó entre marzo y mayo de 2015 con el productor Mike Sapone en Nueva York. "Keep in Mind, Transmogrification Is a New Technology" se lanzó como sencillo en julio. "Letting Go" se lanzó como sencillo en octubre y el álbum, siguió poco después. El álbum se ubicó en el puesto 21 en la lista de Billboard 200 de los Estados Unidos. Este es el último álbum que la banda lanzó en Fearless Records.

## Lista de canciones
Todas las canciones escritas y compuestas por Mayday Parade. 
| N.º | Título                                                                 | Duración |  |
| 1.  | «One of Them Will Destroy the Other» (con Dan Lambton de Real Friends) | 3:10     |  |
| 2.  | «Just Out of Reach»                                                    | 3:43     |  |
| 3.  | «Hollow»                                                               | 3:12     |  |
| 4.  | «Letting Go»                                                           | 3:50     |  |
| 5.  | «Let's Be Honest»                                                      | 3:51     |  |
| 6.  | «Keep in Mind, Transmogrification Is a New Technology»                 | 5:27     |  |
| 7.  | «Narrow»                                                               | 3:07     |  |
| 8.  | «Underneath the Tide»                                                  | 2:51     |  |
| 9.  | «All on Me»                                                            | 4:15     |  |
| 10. | «Until You're Big Enough»                                              | 3:15     |  |
| 11. | «Look Up and See Infinity, Look Down and See Nothing»                  | 2:51     |  |
| 12. | «One of Us»                                                            | 4:27     |  |

## Personal
Mayday Parade
- Derek Sanders - voz principal, teclado
- Alex García - guitarra principal
- Brooks Betts - guitarra rítmica
- Jeremy Lenzo - bajo, coros
- Jake Bundrick - batería, coros

Músicos adicionales
- Dan Lambton: voz (pista 1).